# ويليام ماكنيل
ويليام ماكنيل هو سياسي أسترالي، ولد في 21 يناير 1906 في أديلايد في أستراليا، وتوفي في 16 مايو 1964 في St Marys, Tasmania ‏ في أستراليا. نشط حزبياً في Tasmanian Labor Party ‏. وقد انتخب عضو مجلس نواب تسمانيا ‏ عن دائرة Division of Wilmot (state) ‏ (15 يناير 1959 – 2 مايو 1964).